# Tweevlakshoek

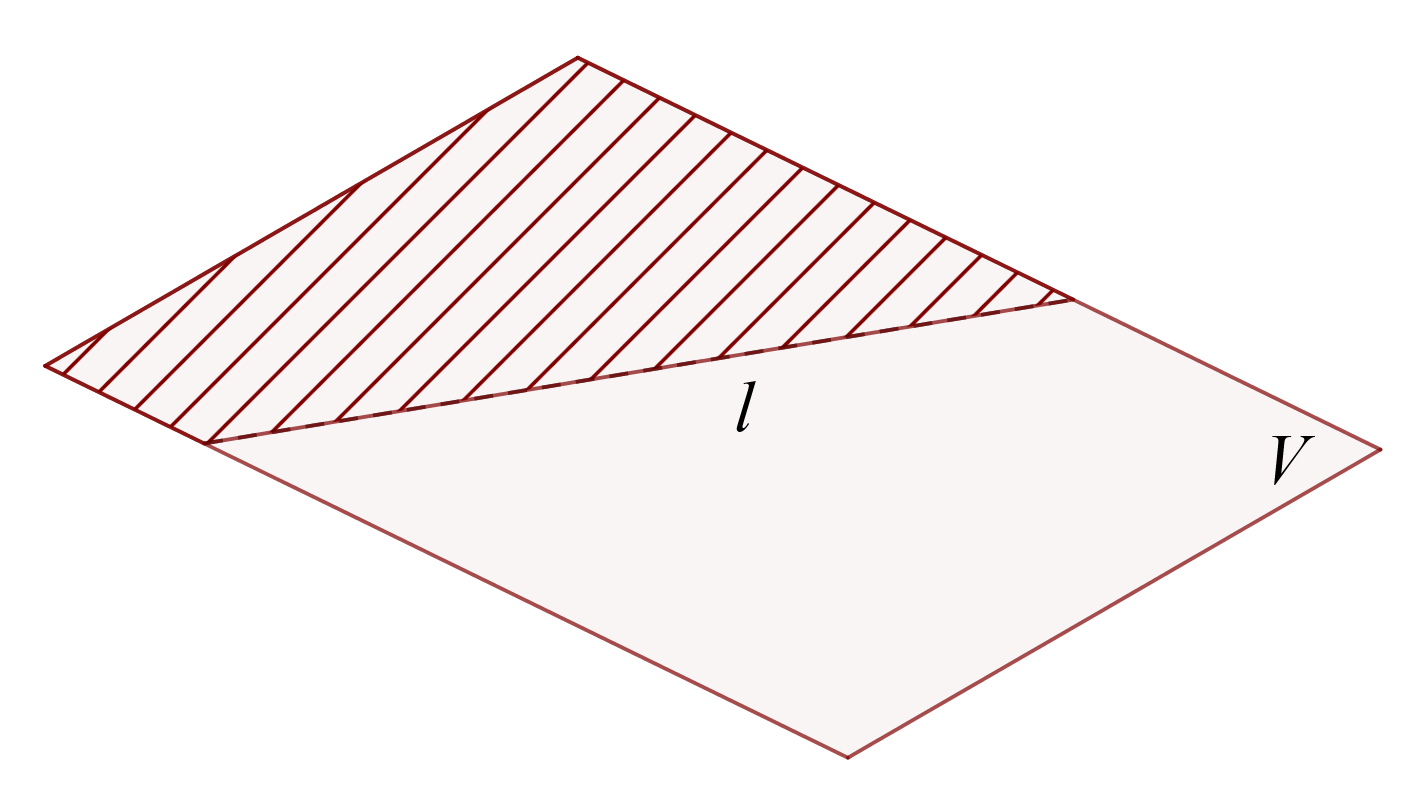
figuur 1. Vlak wordt door de lijn in twee halfvlakken verdeeld

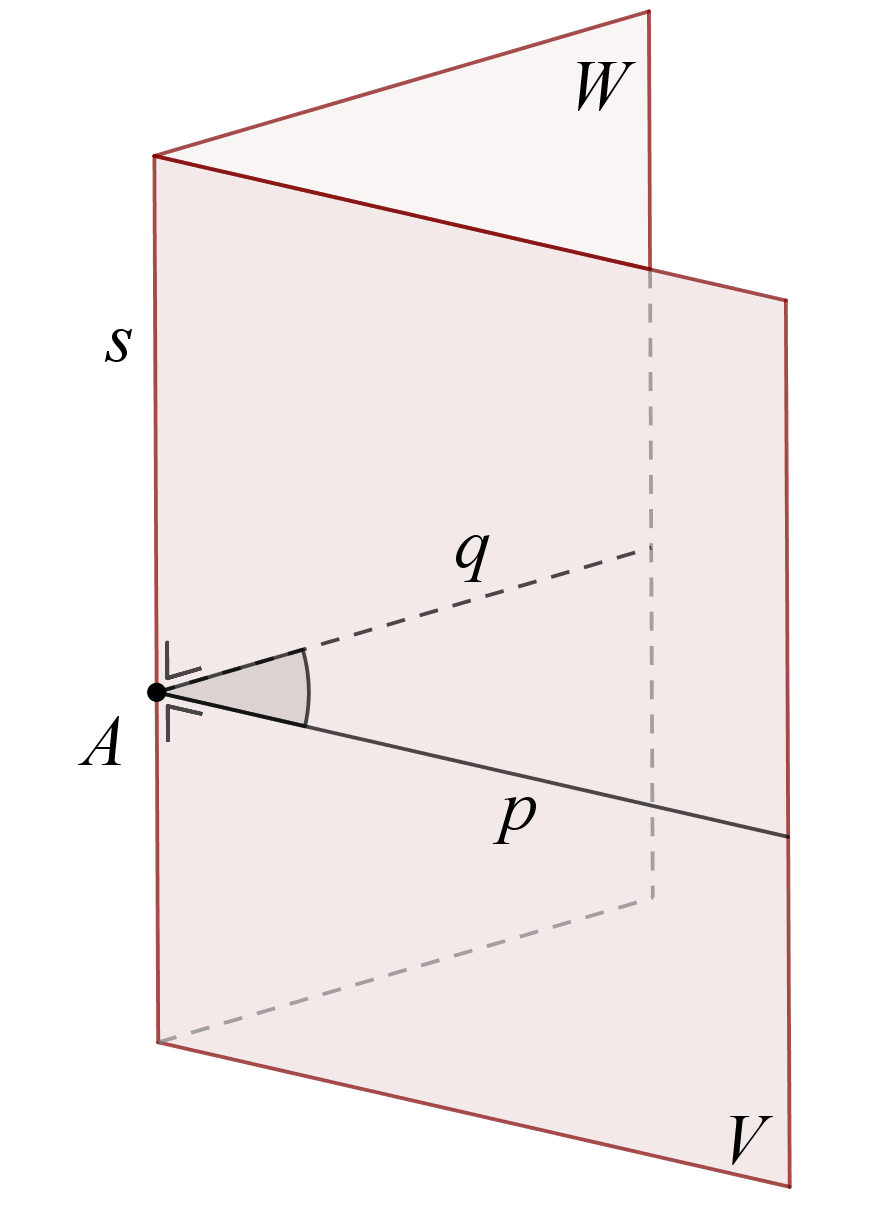
figuur 2. Tweevlakshoek bepaald door en met ribbe

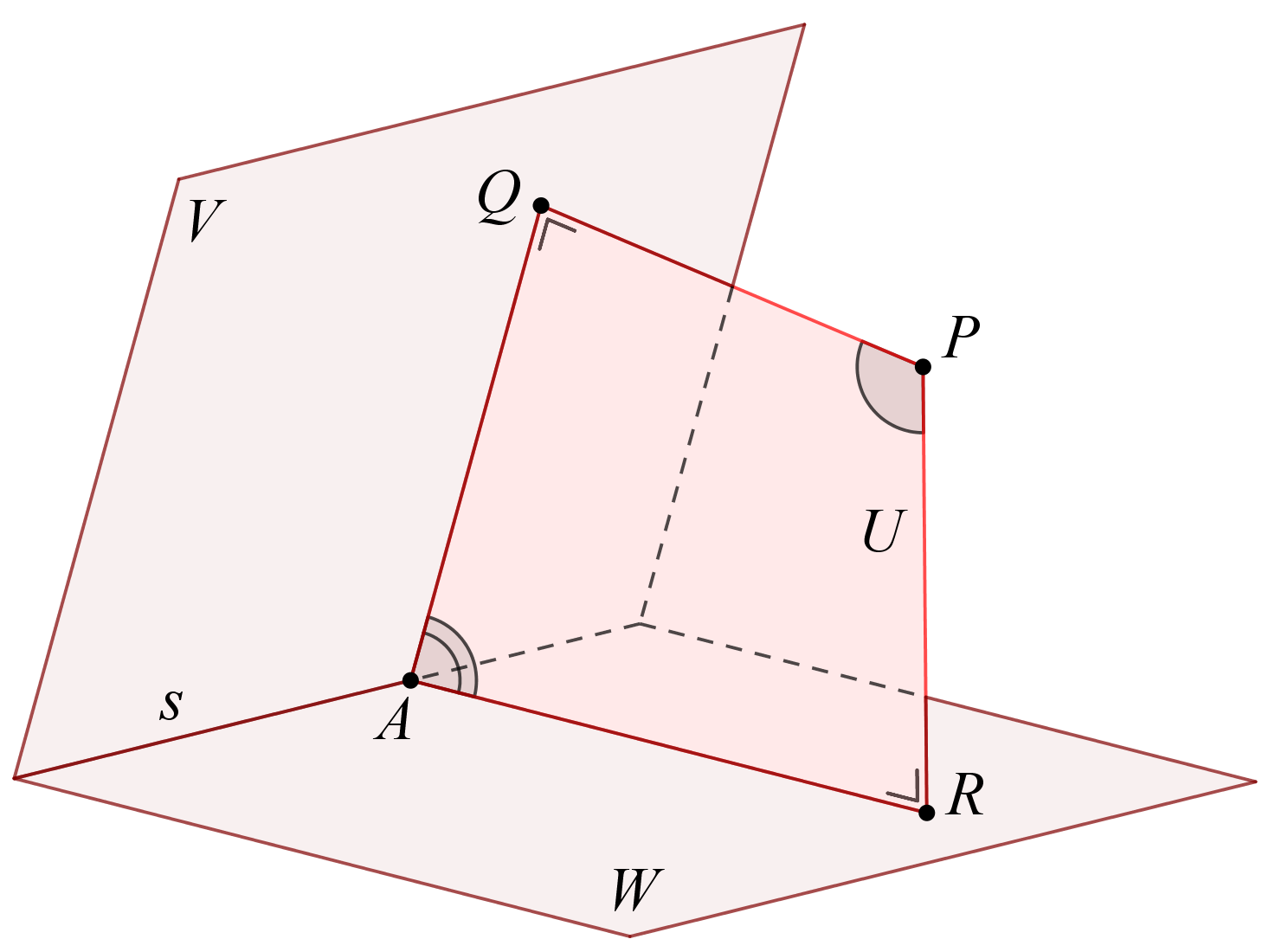
figuur 3. Stelling 2

Een tweevlakshoek is de hoek tussen twee vlakken, dus een begrip uit de ruimtemeetkunde.
Twee aanliggende vlakken in een veelvlak vormen altijd een tweevlakshoek.

## Definities
Een vlak wordt door een lijn, die helemaal in dat vlak ligt, verdeeld in twee halfvlakken. Die lijn is de gemeenschappelijke begrenzende lijn van beide halfvlakken en de ribbe van de twee halfvlakken. De beide halfvlakken zijn de zijden van die ribbe. Er ontstaat uit de twee halfvlakken een tweevlakshoek door ze om hun gezamenlijke ribbe te vouwen.
De grootte van de tweevlakshoek die zo ontstaat wordt bepaald door de hoek tussen twee halve lijnen die beide hun eindpunt op de ribbe hebben, beide helemaal in de twee verschillende halfvlakken liggen en beide loodrecht op de ribbe staan. De hoek tussen de twee halve lijnen wordt de standhoek genoemd, van de beide halfvlakken. De hoek tussen twee vlakken is bovendien per definitie gelijk aan de scherpe of rechte hoek gevormd door de twee snijlijnen van het standvlak met de gegeven vlakken.
Zijn {\displaystyle V} en {\displaystyle W} halfvlakken die de lijn {\displaystyle s} als ribbe hebben en staan de halve lijnen {\displaystyle p} in {\displaystyle V} en {\displaystyle q} in {\displaystyle W} in een punt {\displaystyle A} van {\displaystyle s} allebei loodrecht op {\displaystyle s}, dan geldt per definitie voor de grootte {\displaystyle \angle (V,W)} van standhoek van de vlakken:
{\displaystyle \angle (V,W)=\angle (p,q)}
Het vlak bepaald door de snijdende lijnen {\displaystyle p} en {\displaystyle q} is het standvlak van de tweevlakshoek. Dat vlak staat loodrecht op {\displaystyle s}.
Uit de definitie volgt dat als een vlak door een lijn in twee halfvlakken wordt verdeeld, zoals in figuur 1, de hoek tussen die halfvlakken gelijk is aan 180°.

## Stelling
De standhoek van een tweevlakshoek is het supplement van de hoek gevormd door twee halve lijnen die een punt binnen de tweevlakshoek als beginpunt hebben en die de vlakken loodrecht snijden. Het bewijs volgt onderaan.
Voor de berekening van de hoek tussen twee vlakken kan van de normaalvectoren van die vlakken worden gebruikgemaakt. De stelling geeft hiervoor de basis.
Gegeven de tweevlakshoek bepaald door {\displaystyle V,W} en {\displaystyle s}. Punt {\displaystyle P} ligt binnen de tweevlakshoek en {\displaystyle PQ,PR} zijn loodlijnen uit {\displaystyle P} op {\displaystyle V,W}.
Er moet worden bewezen dat {\displaystyle \angle (V,W)+\angle (PQ,PR)=180^{\circ }}.